# Joshua Gomez
Joshua Eli Gomez (Bayonne, 20 novembre 1975) è un attore statunitense.

## Biografia
Fratello più giovane dell'attore Rick Gomez, è apparso in ruoli secondari in diverse serie televisive e in una serie di annunci pubblicitari della IBM, Wendy's e Garmin. 
Nel settembre 2007 è diventato interprete della serie TV della NBC Chuck, nei panni di Morgan Grimes migliore amico di Chuck. Vive a Silver Lake, Los Angeles, California.

## Filmografia parziale

### Cinema
- Last Man Running , regia di Damon Santostefano (2003)
- Ragazze nel pallone - La rivincita (Bring It on Again), regia di Damon Santostefano (2004)
- Leave , regia di Robert Celestino (2011)
- The Week , regia di Jon Gunn, John W. Mann (2015)

### Televisione
- Law & Order - I due volti della giustizia (Law & Order) – serie TV, episodio 12x05 (2001)
- Senza traccia (Without a Trace) – serie TV, 18 episodi (2005-2006)
- Invasion – serie TV, 5 episodi (2005-2006)
- Chuck – serie TV, 91 episodi (2007-2012) – Morgan Grimes
- Castle – serie TV, episodio 6x05 (2013)
- The Crazy Ones – serie TV, episodio 1x17 (2013)
- Scorpion – serie TV, episodio 4x06 (2017)
- Lucifer – serie TV, episodio 3x18 (2018)

## Doppiatori italiani
Nelle versioni in italiano delle opere in cui ha recitato, Joshua Gomez è stato doppiato da:
- David Chevalier in Chuck, Castle
- Marco Vivio in  Senza traccia
- Sacha De Toni in Invasion

## Curiosità
- È alto 1,68 m.
- Nella vita reale è amico di Zachary Levi protagonista della serie televisiva della NBC Chuck.